# Edward Herbert of Cherbury

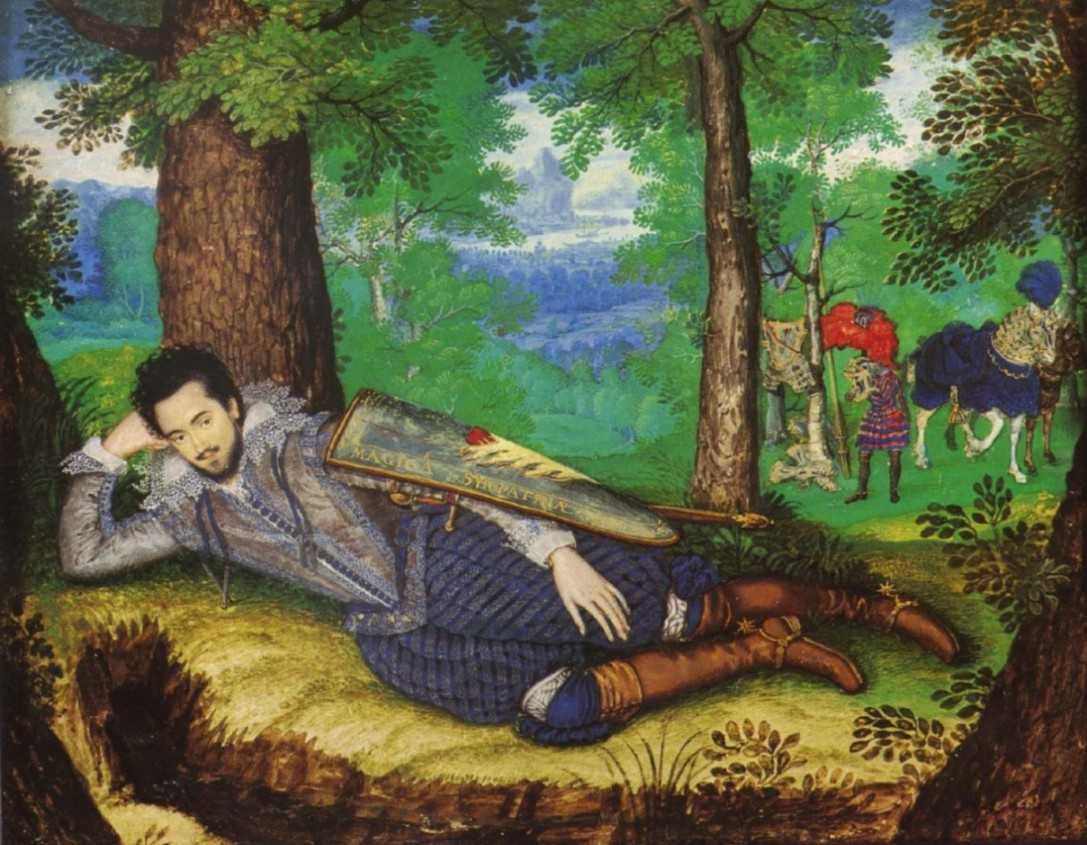
Lord Herbert of Cherbury (portret door Isaac Oliver)

Edward Herbert van Cherbury (Eyton-on-Severn bij Wroxeter, 3 maart 1583 - Londen, 20 augustus 1648) was een Brits diplomaat, soldaat, historicus, dichter en religieus filosoof. Hij wordt doorgaans beschouwd als de 'vader' van het deïsme.

## Werken
- De Veritate (1624)
- Ad sacerdotes de religione laici (1645)
- De religione gentilium (1663)
- De causis errorum
- Religio laici

- Bibsys: 96001844
- Bibliothèque nationale de France: cb12139753x (data)
- CiNii: DA04129097
- Digitale Bibliotheek voor de Nederlandse Letteren: cher001
- Gemeinsame Normdatei: 11899039X
- International Standard Name Identifier: 0000 0004 5878 9112
- Library of Congress Control Number: n80076162
- Nationale Bibliotheek van Letland: 000049787
- MusicBrainz: 8ba289c4-fd4f-47e5-92c2-6f2da67b91d3
- Bibliotheek van het Japanse parlement: 033518193
- Nationale Bibliotheek van Tsjechië: xx0003148
- Nationale bibliotheek van Australië: 35400392
- Nationale Bibliotheek van Israël: 987007262514405171
- Nationale en Universitaire bibliotheek Zagreb: 000769329
- Nederlandse Thesaurus van Auteursnamen: 339704136
- Réseau des bibliothèques de Suisse occidentale: 02-A000079724
- Istituto Centrale per il Catalogo Unico: UFIV054896
- LIBRIS: 190551
- SNAC: w6nk3kq5
- Système universitaire de documentation: 029547377
- Trove: 939493
- Virtual International Authority File: 46608
- WorldCat: E39PBJdWXhCdBVcj8Y3v9xXPQq